# 커얼친 모래땅
커얼친 모래땅(科爾沁沙地, 호르친 모래땅)은 내몽골 자치구 퉁랴오시와 츠펑시에 걸친 반사막지형이다. 커얼친 사막(科爾沁沙漠, 호르친 사막)이라고도 불리나 강수량이 250 mm 이상이고 원래 과도한 경작 이전에는 초원이었으므로 반사막이지 사막이 아니다.

## 같이 보기
- 훈산다커 모래땅(浑善达克沙地)
- 마오우쑤 사막(毛乌素沙漠)
- 후룬베이얼 모래땅(呼伦贝尔沙地)
- 커얼친구